# Гузенко Ольга Миколаївна
Ольга Миколаївна Гузенко (до шлюбу Безик; 17 липня 1956, Погребець Київська область, Українська РСР) — українська радянська веслувальниця, що виступала за збірну СРСР з академічного веслування в середині 1970-х. Срібна призерка літніх Олімпійських ігор 1976 року в Монреалі, багаторазова чемпіонка республіканських і всесоюзних регат. На змаганнях представляла спортивне товариство «Динамо», майстер спорту міжнародного класу.

## Життєпис
Ольга Безик народилася 17 липня 1956 року в селі Погребець Київської області Української РСР. Активно займатися академічним веслуванням почала ще в ранньому дитинстві, перебувала у складі добровільного спортивного товариства «Динамо».
Першого серйозного успіху добилася в 1976 році, ставши чемпіонкою СРСР в распашних вісімках з рульовою. Завдяки низці вдалих виступів потрапила до основного складу радянської національної збірної і удостоїлася права захищати честь країни на літніх Олімпійських іграх в Монреалі — в складі розпашного восьмимісцевого екіпажу, куди також увійшли веслярки Любов Талалаєва, Надія Рощина, Клавдія Коженкова, Олена Зубко, Ольга Колкова, Неллі Тараканова, Надія Семішева і рульова Ольга Пуговська, завоювала срібну медаль, поступившись у фіналі лише команді з НДР.
Має вищу освіту, закінчила Київський державний інститут фізичної культури. Після завершення кар'єри спортсменки працювала тренеркою-викладачкою. За видатні спортивні досягнення удостоєна почесного звання «Майстер спорту СРСР міжнародного класу».

## Виступи на Олімпійських іграх
| Олімпіада     | Дисципліна | Місце |
| ------------- | ---------- | ----- |
| Монреаль 1976 | вісімки    | 2     |